# Los Sauces, Michoacán de Ocampo
Los Sauces är en ort i Mexiko.   Den ligger i kommunen Senguio och delstaten Michoacán de Ocampo, i den södra delen av landet, 140 km väster om huvudstaden Mexico City. Los Sauces ligger 2 212 meter över havet och antalet invånare är 858.
Terrängen runt Los Sauces är kuperad åt sydost, men åt nordväst är den platt. Runt Los Sauces är det ganska tätbefolkat, med 111 invånare per kvadratkilometer. Närmaste större samhälle är Ciudad Hidalgo, 19,8 km väster om Los Sauces. I omgivningarna runt Los Sauces växer huvudsakligen savannskog.